# Baniste (Dolina Pyszniańska)

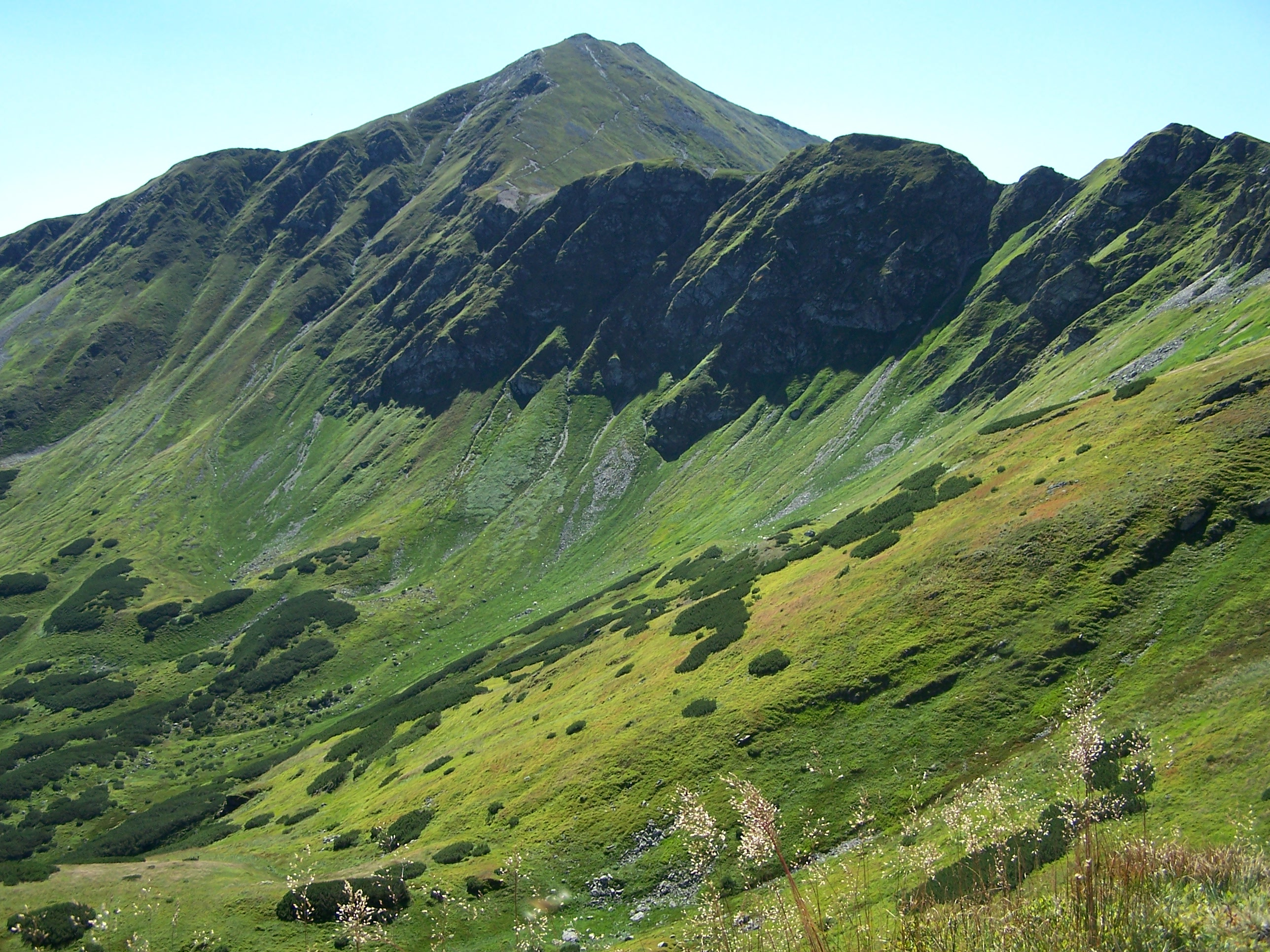
Błyszcz, Liliowe Turnie, Baniste

Baniste – zbocze w górnej części Doliny Pyszniańskiej, u północnych podnóży Liliowych Turni w polskich Tatrach Zachodnich. Liliowe Turnie obrywają się tutaj niewysokimi, ale stromymi urwiskami, dołem podsypanymi piargami. Nazwa pochodzi od bani – tak dawniej nazywano sztolnie, zapewne dawniej prowadzono tu jakieś prace górnicze. W niektórych opracowaniach Banistym błędnie nazywane są Liliowe Turnie. Na Banistym występuje kilka bardzo rzadkich roślin wysokogórskich: głodek mroźny, wierzba szwajcarska i bylica skalna.